# Чугунаш
Чугунаш (шор. Чағынаш) — посёлок в Таштагольском районе Кемеровской области России в составе Каларского сельского поселения.

## География
Расположен в 12 км севернее райцентра, среди небольших гор, посёлок окружает тайга. Лес преимущественно кедровый, также встречаются берёзы.
Лежит на правом берегу реки Мундыбаш у впадения притока Азас.
Через посёлок проходит автодорога Новокузнецк — Таштагол и Южно-Кузбасская ветка Западно-Сибирской железной дороги, в посёлке — разъезд Чугунаш.
Построена дорога Чугунаш — Спортивно-туристический комплекс «Шерегеш» протяжённостью 16 км. Школа и амбулатория.

## История
С 1944 по 2004 г. имел статус рабочего посёлка.

## Население
| 1959 | 1970  | 1979  | 1989  | 2002 | 2010 |
| ---- | ----- | ----- | ----- | ---- | ---- |
| 4092 | ↘1502 | ↘1279 | ↘1082 | ↘674 | ↘639 |

## Экономика
- Чугунашский кварцитный рудник

## Организации
- Школа, Филиал библиотеки